# Агентство по международной торговой информации и сотрудничеству
Агентство по международной торговой информации и сотрудничеству, сокр. АМТИС (англ. Agency for international trade information and cooperation — AITIC) — межправительственная организация, находящаяся в Женеве, цель которой состоит в том, чтобы помогать странам, находящимся в менее благоприятном положении (т. н. странам МБП) проводить более активную торговую дипломатию, лучше понимать технические правила торговли и соглашения ВТО. АМТИС способствует улучшению позиций стран МБП в многосторонней торговой системе, чтобы содействовать благому управлению экономикой и торгово-экономическому росту, позволяющие странам МБП воспользоваться плодами глобализации.
Страны МБП традиционно не имели активного участия в многосторонней торговой системе и встречали структурные и институциональные ограничения, касающихся вопросов международной торговли. Большинство этих стран имеют небольшие миссии и недостаточно ресурсов для мониторинга работы международных торговых организаций в Женеве. Некоторые из них настолько бедны или малы, что даже не имеют постоянного представительства в Женеве. Поэтому АМТИС работает, чтобы улучшить их участие и выступления в торговых переговорах. Благодаря своему «Отделу нерезидентов» (ОНА), АМТИС предоставляет членам и наблюдателям ВТО, отсутствующим в Женеве, постоянную информацию, связанной с торговыми событиями, Дохийскими переговорами, а также логистическую и другую существенную поддержку. АМТИС организует регулярные сессии в рамках недель Женевы во ВТО.
Так как не существует единого стандарта для всех, индивидуальный подход АМТИСа в части оказания помощи представителям стран МБП для лучшего понимания правил многосторонней торговой системы, стал его торговой маркой. Один из наиболее известных примеров, который АМТИС разработало для оказания помощи представителям стран МБП, является Глоссарий наиболее распространенных терминов международной торговли, имеющих особое значение применительно к ВТО, второе издание которого было переведено на все три официальных языка ВТО (английский, французский и испанский), а также на португальский, русский и македонский. Благодаря своей гибкой структуре Агентство может предоставлять индивидуальные услуги для удовлетворения конкретных потребностей стран МБП в информации и анализе по широкому кругу вопросов, касающихся торговли и развития в контексте ВТО. Примерами таких услуг являются: организация семинаров и конференций, по темам, представляющим интерес для стран МБП (то есть о компенсационных мерах, услугах, правилах ВТО), публикация информационных примечаний (например, помощь для торговли, расширенной комплексной рамочной программы для наименее развитых стран).
Кроме того, АМТИС осуществляет Официальную Программу повышения квалификации, которая позволяет профессионально подготовить должностных лиц стран МБП. Недавние программы Агентства по созданию потенциала включали курсы по услугам и сельскому хозяйству были организованы для делегатов, находящихся в Женеве. Наибольшая часть деятельности АМТИС (а также своя страница в интернете), предоставляются на трех официальных языках ВТО. Наконец, страны МБП имеют неограниченный доступ к «Отделу нерезидентов».
АМТИС было создано по инициативе федеральных властей Швейцарии для оказания помощи развивающимся странам ограниченных в ресурсах и странам с переходной экономикой. Созданное первоначально в соответствии со швейцарским частным правом, АМТИС было преобразовано в межправительственную организацию в 2004 году, и финансировалась во время своего первого пятилетнего бюджетного цикла семью членами-спонсорами: (Данией, Финляндией, Ирландией, Нидерландами, Швецией, Швейцарией и Великобританией).
В настоящее время в АМТИС входит 59 государств-членов и четыре находятся в процессе присоединения. АМТИС было предметом двух внешних оценок голландских консультантов, ЭКОРИС — первая была проведена в 2004 году, а последняя — в 2007 году. «Аудит перцепции» был выполнен Burson Marsteller в 2007 году.
АМТИС традиционно сотрудничает с другими торговыми организациями, в частности: ВТО, ЮНКТАД, ЦМТ, ЮНИДО, UNOHRLLS и имеет статус наблюдателя за деятельностью комитета по торговле и развитию ЮНКТАДа; Межправительственного комитета по интеллектуальной собственности и генетическим ресурсам, традиционным знаниям и фольклора ВОИСа; ежегодной конференции Межпарламентского союза по ВТО и Африканской организации по интеллектуальной собственности.
Помощь АМТИС было признано несколькими группами стран МБП, в частности, развивающимися странами не имеющими выхода к морю и странами с малой и уязвимой экономикой.